# Sipylus crassulus
Sipylus crassulus är en insektsart som beskrevs av Carl Stål. Sipylus crassulus ingår i släktet Sipylus och familjen hornstritar. Inga underarter finns listade i Catalogue of Life.